# إي آيه مونتريال
إي آيه لوس مونتريال (بالإنجليزية: EA Montreal)‏ هي شركة كندية مطورة لألعاب الفيديو تابعة لـ إلكترونيك آرتس ، تأسست عام 2004.

## الألعاب
- آرمي أوف تو
- نيد فور سبيد: نيترو
- ذي سيمز 3
- آرمي اوف تو: ذا ديفل كارتل